# Zeno (album)
| Recensione | Giudizio |
| ---------- | -------- |
| AllMusic   |          |

Zeno è il primo album in studio dell'omonimo gruppo musicale heavy metal tedesco, pubblicato nel 1986 dalla Parlophone.
Nel giugno 1986 l'album ha raggiunto la posizione 107 nella Billboard 200, restando in classifica per dieci settimane.

## Tracce
Testi e musiche di Zeno Roth e Ule Winsomie Ritgen.
1. Eastern Sun – 4:50
2. A Little More Love – 4:08
3. Love Will Live – 4:47
4. Signs On The Sky – 4:02
5. Far Away – 4:34
6. Emergency – 3:00
7. Don't Tell The Wind – 6:19
8. Heart On The Wing – 5:15
9. Circles Of Dawn – 4:09
10. Sent By Heaven – 4:50
11. Sunset – 0:40

## Formazione

### Gruppo
- Michael Flexig – voce
- Zeno Roth – chitarra, cori
- Ule Winsomie Ritgen – basso, cori

### Altri musicisti
- Stuart Elliott – batteria, percussioni
- Rudy Kae – batteria in Circles Of Dawn
- Chuck Burgi – batteria in Eastern Sun
- Carl Marsh – tastiere
- Don Airey – tastiere in Don't Tell The Wind, Heart On The Wing e Circles Of Dawn